# Tarkus (poisson)
Cet article concerne le poisson. Pour les autres significations, voir Tarkus (homonymie).
Tarkus squirei
Genre
Espèce
Tarkus est un genre fossile de poissons osseux, de la famille des poissons chauve-souris ou ogcocephalidés. 
Une seule espèce est rattachée au genre, Tarkus squirei, décrite en 2011 par Giorgio Carnevale (d) et Theodore Wells Pietsch (d).

## Découverte et datation
Tarkus squirei a vécu dans les lagons tropicaux de l'océan Téthys, précurseur de la Méditerranée, au cours de l'Éocène inférieur (Yprésien supérieur), il y a environ entre 49 et 48,5 Ma (millions d'années),. Les spécimens connus, bien conservés, proviennent des niveaux supérieurs, nommés « Pesciara », les plus connus et plus fossilifères des Lagerstätten du site paléontologique du Monte Bolca, en Vénétie (Italie).

## Description
Le corps de ce poisson marin benthique a la forme d’un disque arrondi, modérément déprimé et muni d’un pédoncule caudal épais et robuste. Ses dents sont présentes à la fois sur la mâchoire et sur le palais. Le corps de l'animal était recouvert d'épais tubercules qui se chevauchaient légèrement. Tarkus est également caractérisé par des rayons de nageoires pectorales très larges dans la partie terminale, une caractéristique que l’on ne retrouve chez aucun autre membre de la famille des Ogcocephalidae.
C'est le plus ancien membre de la famille des ogcocephalidés. Il montre de fortes ressemblances avec les genres Halieutichthys et Halieutaea.

## Paléoécologie
Tarkus squirei vivait sur les fonds marins côtiers chauds des tropiques et se nourrissait de petits poissons qu'il capturait posté en embuscade.

### Publication originale
- [2011] Giorgio Carnevale et Theodore Pietsch, « Batfishes from the Eocene of Monte Bolca », Geological Magazine, vol. 3,‎ 2011, p. 461-472 (DOI 10.1017/S0016756810000907).